# Jessica Alba
Jessica Marie Alba (Pomona, 28 de abril de 1981) é uma atriz, empresária e modelo americana. Ela é conhecida pelas atuações em Dark Angel, Sin City, Quarteto Fantástico, Honey - No Ritmo do Seus Sonhos, Into the Blue, Good Luck Chuck e The Eye.
Sua inovação na tela grande foi em Honey (2003). Ela logo se estabeleceu como atriz de Hollywood e estrelou inúmeros sucessos de bilheteria ao longo de sua carreira, incluindo Quarteto Fantástico (2005), Quarteto Fantástico: Ascensão do Surfista Prateado (2007), Good Luck Chuck (2007), The Eye (2008), Dia dos Namorados (2010), Little Fockers (2010) e Mecânico: Ressurreição (2016). Ela é colaboradora frequente do diretor Robert Rodriguez, tendo atuado em Sin City (2005), Machete (2010),Spy Kids: Todo o Tempo do Mundo (2011), Machete Kills (2013) e Sin City: A Dame to Kill For (2014). Desde 2019, Alba estrela a série de crimes de ação Spectrum L.A.'s Finest.
A Alba foi co-fundadora da The Honest Company, uma empresa de bens de consumo que vende produtos para bebês, pessoais e domésticos. Revistas como Men's Health, Vanity Fair e FHM a incluíram em suas listas das mulheres mais bonitas do mundo.

## Biografia
Jessica Alba nasceu em 28 de abril de 1981, em Pomona, Califórnia. Ainda na infância, mudou-se com a família para Biloxi, no Mississippi, três anos depois para Del Rio no Texas, até fixarem residência novamente no sul da Califórnia. Seu pai, Mark Alba, é descendente de mexicanos e foi oficial da Força Aérea Americana. Sua mãe, Cathy Alba, é descendente de franco-canadenses e dinamarqueses. Ela tem um irmão mais novo chamado Joshua. Alba se formou na Claremont High School aos 16 anos, e posteriormente frequentou a Atlantic Theatre Company.
Alba manifestou interesse em atuar desde os cinco anos de idade. Em 1992, Alba, com 11 anos, convenceu sua mãe a levá-la para uma competição de atuação em Beverly Hills, onde o grande prêmio era aulas de atuação com grandes profissionais do ramo. Alba ganhou as aulas de atuação e um agente assinou com ela nove meses depois.
O início da vida de Alba foi marcado por uma multidão de doenças físicas. Durante a infância, sofria de pulmões parcialmente colapsados duas vezes, pneumonia quatro a cinco vezes por ano, além de um apêndice rompido e um cisto tonsilar. Ela também tem asma desde criança. Alba ficou isolada de outras crianças na escola, porque ela estava no hospital com tanta frequência devido a suas doenças que ninguém a conhecia o suficiente para fazer amizade com ela. Ela disse que a mudança frequente de sua família também contribuiu para seu isolamento de seus colegas. Alba se formou na Claremont High School aos 16 anos, e posteriormente ela participou da Atlantic Theatre Company.
Sequestro
Em 1995, no meio das filmagens de Flipper, foi sequestrada e ficou nas mãos dos criminosos por 14 horas. Ela foi encontrada amarrada no porta malas de um carro. O caso nunca foi solucionado pela polícia norte-americana.

## Carreira

### 1992-1999: Início

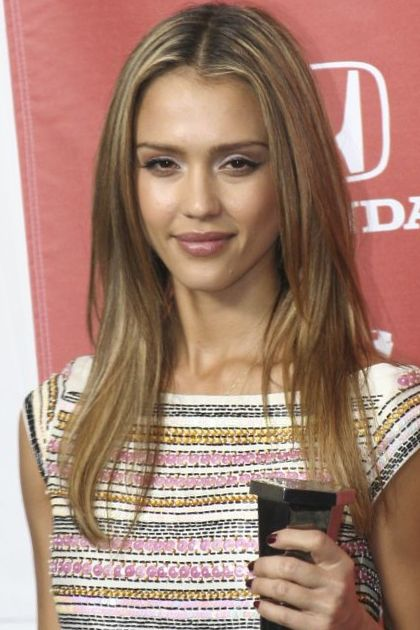
Alba em 2007.

Alba manifestou interesse em atuar a partir dos cinco anos de idade. Em 1992, Alba, de 11 anos, convenceu sua mãe a levá-la para uma competição de atuação em Beverly Hills, onde o grande prêmio eram aulas de atuação gratuitas. Alba ganhou o grande prêmio e teve suas primeiras lições de atuação. Um agente assinou Alba nove meses depois. Sua primeira aparição no cinema foi um pequeno papel no longa de 1994, Camp Nowhere. Ela foi originalmente contratada por duas semanas, mas seu papel se transformou em um emprego de dois meses quando uma das atrizes de destaque desistiu.
Alba apareceu em dois comerciais de televisão nacionais para Nintendo e JC Penney quando criança. Mais tarde, ela apareceu em vários filmes independentes. Ela estreou na televisão em 1994, com um papel recorrente como Jessica vaidosa em três episódios da série de comédia da Nickelodeon, O Mundo Secreto de Alex Mack. Ela então interpretou o papel de Maya nas duas primeiras temporadas da série de televisão Flipper. Sob a tutela de sua mãe salva-vidas, Alba aprendeu a nadar antes que ela pudesse andar, e ela era uma mergulhadora certificada pela PADI, habilidades que foram utilizadas no programa, filmado na Austrália.
Em 1998, ela apareceu como Melissa Hauer em um episódio da primeira temporada do drama criminal de Steven Bochco, Brooklyn South, como Leanne em dois episódios de Beverly Hills, 90210, e como Layla em um episódio de Love Boat: The Next Wave. Em 1999, ela apareceu no comédia de Randy Quaid, PUNKS. Depois que Alba se formou no colegial, ela estudou atuação com William H. Macy e sua esposa, Felicity Huffman, na Atlantic Theatre Company, que foi desenvolvida pelo dramaturgo e diretor de cinema vencedor do prêmio Macy e Pulitzer ,David Mamet. Alba ganhou maior destaque em Hollywood em 1999, depois de aparecer como membro de um grupo esnobe do ensino médio, atormentando um editor inseguro na comédia romântica Never Been Kissed, ao lado de Drew Barrymore, e como a protagonista feminina do filme. pouco visto filme de terror de comédia Idle Hands, ao lado de Devon Sawa.

### 2000-2006: reconhecimento mundial

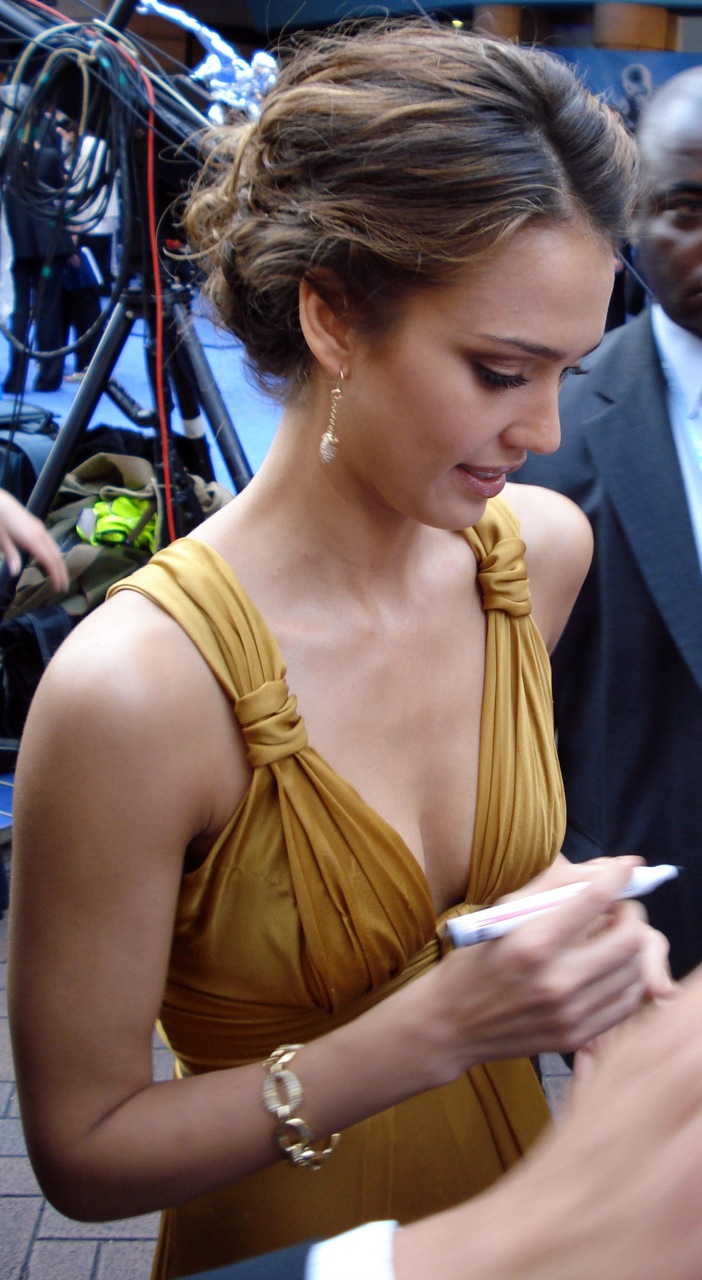
Alba na pré-estreia de Quarteto Fantástico e o Surfista Prateado em Londres.

Sua grande chance veio quando James Cameron escolheu Alba de um grupo de mais de mil candidatos ao papel do super soldado geneticamente modificado, Max Guevara, na série de televisão de ficção científica Dark Angel, da FOX. A série durou duas temporadas até 2002 e recebeu elogios da crítica Alba, uma indicação ao Globo de Ouro, o Teen Choice Award de Melhor Atriz e Saturn Award de Melhor Atriz. Seu papel foi citado como personagem feminista e é considerado um símbolo do empoderamento feminino. Escrevendo para Universidade de Melbourne, Bronwen Auty, considerou Max o "herói feminista moderno arquetípico - uma jovem com poderes para usar seu corpo ativamente para alcançar objetivos", citando a recusa de Max em usar armas de fogo e, em vez disso, usando artes marciais e conhecimento como armas, contribuindo para isso. Em 2004, Max foi classificado no número 17 em TV Guide " lista das "25 maiores Sci-Fi Legends" s. Seu papel em Dark Angel levou a partes significativas nos filmes, ela teve seu grande sucesso nas telas em 2003, quando atuou como aspirante a dançarina-coreógrafa em Honey.
Em seguida, Alba interpretou a exótica dançarina Nancy Callahan, como parte de um longo elenco, no filme de antologia criminal neo-noir Sin City (2005), escrito, produzido e dirigido por Robert Rodriguez e Frank Miller. É baseado na novela gráfica de Miller com o mesmo nome. Ela nunca tinha ouvido falar sobre o romance antes de seu envolvimento com o filme, mas estava ansiosa para trabalhar com Rodriguez. O filme foi um amor crítico e arrecadou US $ 158,8 milhões. Ela recebeu um MTV Movie Award por mais sexy desempenho.
Alba retratou a Mulher Invisível da Marvel Comics em Fantastic Four (também 2005), ao lado de Ioan Gruffudd, Chris Evans, Michael Chiklis e Julian McMahon. O Guardian, em sua crítica ao filme, observou: "Tanto feministas quanto não feministas devem absorver o paradoxo mais perturbador do Quarteto Fantástico: ter sido admitido na história com base em sua beleza, a superpotência de [Alba]. é ser invisível ". O filme foi um sucesso comercial, apesar das críticas negativas, arrecadando US $ 333,5 milhões em todo o mundo. No MTV Movie Awards de 2006, ganhou indicações para Melhor Herói e Melhor Equipe na Tela. Seu último filme de 2005 foi o thriller Into the Blue, no qual Alba interpretou, ao lado de Paul Walker, metade de um casal que se vê em apuros com um traficante depois de encontrar a carga ilícita de um avião afundado. O filme teve retornos moderados nas bilheterias, com um faturamento bruto de US $ 44,4 milhões em todo o mundo. Ela organizou o MTV Movie Awards de 2006 e realizou esboços de spoofing dos filmes King Kong, Mission: Impossible III e The Da Vinci Code.

### 2007–2010: Comédias românticas

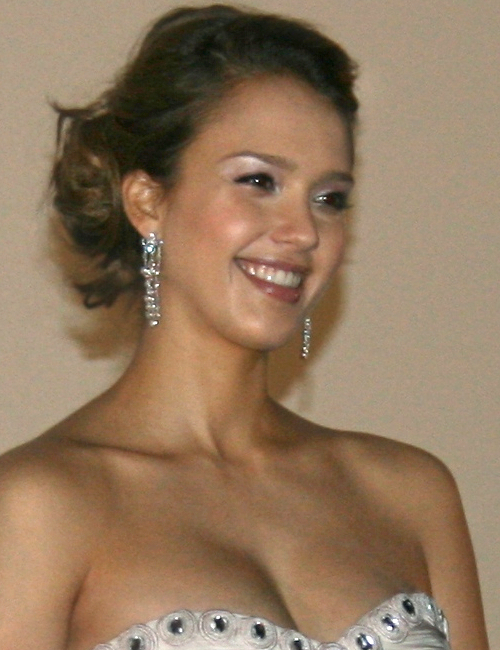
Alba em uma triagem para The Eye (2008).

Alba reprisou seu papel em Quarteto Fantástico: A Ascensão do Surfista Prateado, lançado em junho de 2007. Segundo Alba, a direção de Tim Story durante uma cena emocional quase a fez parar de atuar. "[Ele me disse] 'Parece muito real. Parece muito doloroso. Você pode ser mais bonita quando chora? Chora muito, Jessica.' Ele era como, 'Não faça isso com o seu rosto. Apenas aplique as coisas. Podemos fazer as lágrimas chegarem.' "Segundo Alba, essa experiência a encheu de dúvidas:" E então tudo me fez pensar : Não sou bom o suficiente? Meus instintos e emoções não são bons o suficiente? As pessoas as odeiam tanto que não querem que eu seja uma pessoa? Não posso ser uma pessoa no meu trabalho? apenas disse: "Foda-se. Eu não me importo mais com esse negócio".O filme arrecadou US $ 290 milhões em todo o mundo.
Em Good Luck Chuck (também em 2007), Alba retratou o interesse amoroso de um dentista mulherengo. Ela posou para uma das Good Luck Chuck " teatrais cartazes s parodiando o famoso Rolling Stone cobertura fotografada por Annie Leibovitz com John Lennon e Yoko Ono em poses semelhantes. Embora o filme tenha sido bastante criticado pela crítica, ele faturou quase US $ 60 milhões após seu lançamento. Seu terceiro veículo estrelado em 2007 foi o thriller psicológico Awake, representando a namorada de um bilionário que está prestes a fazer um transplante de coração. As críticas eram mornas, mas Roger Ebert elogiou seu desempenho, e orçou em cerca de US $ 8 milhões, o filme faturou US $ 32,7 milhões. Em 2007, ela também fez uma aparição não creditada como ela mesma na comédia Knocked Up e estrelou como amante em um segmento do filme independente de antologia The Ten. Ela ganhou duas indicações ao prêmio Razzie de pior atriz e pior casal de telas, por todos os seus papéis principais em 2007.

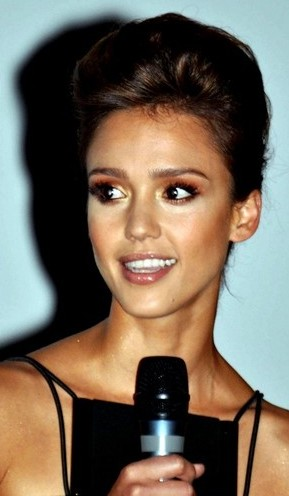
Jessica Alba em 2010.

Em fevereiro de 2008, ela organizou a Academy of Motion Picture Arts and Sciences. Alba fez sua transição de atuação para o gênero de terror no filme The Eye, um remake do original de Hong Kong, no qual obteve o papel de uma violinista clássica de sucesso que recebe um transplante de olho que lhe permite ver o mundo sobrenatural. Embora o filme não tenha sido bem recebido pelos críticos, sua própria performance recebeu críticas mistas. Ela ganhou uma Teen Choice e uma indicação ao Razzie Award de pior atriz (compartilhada com O Guru do Amor). Em 2008, ela também interpretou uma vendedora na comédia romântica independente Meet Bill, ao lado de Logan Lerman e Elizabeth Banks, e estrelou a comédia The Love Guru, como uma mulher que herda o time de hóquei do Toronto Maple Leafs, ao lado de Mike Myers e Justin Timberlake. Mick LaSalle, do San Francisco Chronicle, notando que estava "proeminentemente" no filme, sentiu que "finalmente parece relaxada diante das câmeras". O Love Guru foi um fracasso crítico e comercial.
Embora Alba não tenha lançado nenhum filme em 2009, cinco filmes de alto nível lançados ao longo de 2010 a apresentaram em papéis significativos. Seu primeiro papel no ano foi o de uma prostituta em The Killer Inside Me, uma adaptação do livro de mesmo nome, ao lado de Kate Hudson e Casey Affleck, que estreou no Festival de Cinema de Sundance a reações polarizadas dos críticos. Seu próximo filme foi a comédia romântica Dia dos Namorados, na qual ela interpretou a namorada de uma florista como parte de um longo elenco formado por Jessica Biel, Bradley Cooper, Taylor Lautner e Julia Roberts, entre outros. Apesar das críticas negativas, o filme foi um sucesso comercial, com um faturamento mundial de US $ 216,5 milhões. No filme de ação Machete, Alba se reuniu com o diretor Robert Rodriguez, assumindo o papel de um oficial de imigração dividido entre fazer cumprir a lei e fazer o que é popular aos olhos de sua família. A Machete faturou mais de US $ 44 milhões em todo o mundo.
O drama An Invisible Sign of My Own, que Alba filmou no final de 2008, estreou no Hamptons Film Festival. Nele, ela retratou uma jovem dolorosamente retirada. Seu último filme de 2010 foi a comédia Little Fockers, na qual ela interpretou um representante extrovertido de drogas, reunindo-se com Robert De Niro, que também estava em Machete. Apesar das críticas negativas dos críticos, o filme arrecadou mais de US $ 310 milhões em todo o mundo. Por todos os seus papéis em 2010, ela recebeu um prêmio Razzie de pior atriz coadjuvante.

### 2011 – presente: Ação e filmes independentes
Em 2011, Alba trabalhou pela terceira vez com Robert Rodriguez no filme Spy Kids: All the Time in the World, retratando um espião aposentado que é chamado de volta à ação. Para se relacionar com seus novos enteados, ela os convida. O filme empalideceu nas bilheterias em comparação aos filmes anteriores da franquia, mas ainda foi um sucesso moderado, arrecadando US $ 85 milhões em todo o mundo. Alba apareceu em seguida com Adam Scott, Richard Jenkins, Jane Lynch, Mary Elizabeth Winstead e Catherine O'Hara na comédia ACOD (2013), retratando o que o Washington Post descreveu como um "filho do divórcio", com quem o personagem de Scott "quase trai" a namorada. O crítico do ScreenRant Ben Kendrick escreveu: "[Winstead] e [Alba] também entregam suas contribuições - embora os dois personagens sejam projetados principalmente para serem espelhos para Carter examinar sua própria vida e escolhas". ACOD recebeu uma série teatral limitada na América do Norte. Em 2013, Alba também fez sua estréia como dubladora no filme de animação moderadamente bem-sucedido Escape from Planet Earth.
Alba trabalhou mais uma vez com o diretor Rodriguez em duas sequências de filmes. Ela reprisou seu papel de Oficial de Imigração, em uma aparição não creditada, em Machete Kills (2013), que fracassou com críticos e audiências, e seu papel muito maior da stripper Nancy Callahan, buscando vingar seu falecido protetor, em Sin City: A Dame to Kill For, lançado em agosto de 2014, em 2D e 3D. Ao contrário do primeiro filme, A Dame to Kill For foi um fracasso comercial, arrecadando US $ 39 milhões contra seu orçamento de produção de US $ 65 milhões e recebeu críticas mistas de críticos de cinema. Variety sentiu que era uma "tentativa tardia e manca de transformar o personagem de Alba de uma figura explorada em uma figura com poderes". Em seguida, ela assumiu o papel de artista de cabaré no drama Dear Eleanor (2014), a namorada atlética de um professor de inglês bem-sucedido e respeitado na comédia romântica Some Kind of Beautiful (2014), recepcionista da uma empresa de limusine no thriller Stretch (também em 2014), traficante de armas na comédia policial Barely Lethal (2015) e a de um documentarista no filme de terror The Veil (2016); todos os filmes foram lançados para execuções teatrais limitadas e VOD.
No filme de ação Mecânico: Ressurreição (2016), ao lado de Jason Statham, Alba interpretou a namorada de um assassino aposentado. Ela fez Krav Maga para entrar em forma para o filme, e foi atraída pela força que seu personagem exibiu, comentando: "Eu acho que para esses tipos de filme você não costuma ver o tipo de chute romântico feminino Quero dizer, geralmente ela está sendo salva pelo cara, e é bom que eu chegue à mesa com uma força e um coração de verdade". O filme faturou US $ 125,7 milhões em todo o mundo.

## Outros empreendimentos

### Caridade e política

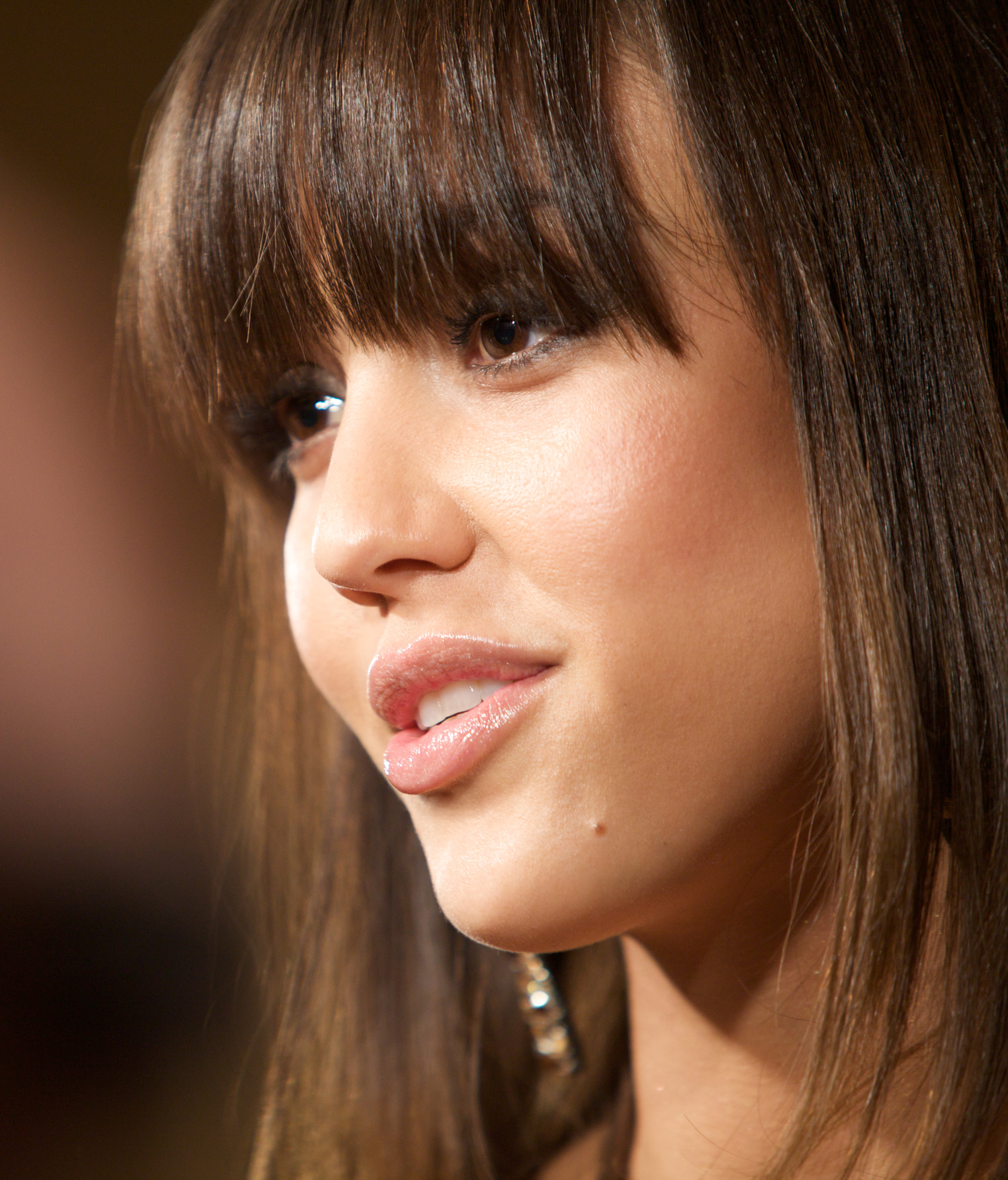
Jessica Alba em 2009.

Alba posou para uma campanha publicitária impressa com tema de escravidão da Declare Yourself, uma campanha que incentivava o registro de eleitores entre os jovens nas eleições presidenciais de 2008 nos Estados Unidos. Os anúncios, fotografados por Mark Liddell, apresentam Alba embrulhada e amordaçada com fita preta, e chamaram a atenção da mídia nacional. Alba disse sobre os anúncios que "isso não me assustou nem um pouco". Alba também disse: "Eu acho importante que os jovens estejam cientes da necessidade que temos neste país de torná-los mais ativos politicamente ... As pessoas respondem a coisas que são chocantes".
Alba endossou e apoiou o candidato presidencial democrata Barack Obama durante a temporada primária de 2008. Ela também endossou a campanha de Hillary Clinton para presidente.
Em junho de 2009, enquanto filmava The Killer Inside Me em Oklahoma City, Alba estava envolvida em uma polêmica com os moradores quando colou pôsteres de tubarões na cidade. Alba disse que estava tentando chamar a atenção para a população decrescente de grandes tubarões brancos. Os meios de comunicação especularam que Alba seria perseguida e acusada de vandalismo. Em 16 de junho de 2009, a polícia de Oklahoma City disse que não processaria criminalmente a Alba, porque nenhum dos proprietários queria persegui-la. Alba pediu desculpas em uma declaração à revista People e disse que lamentava suas ações. Mais tarde, ela doou uma quantia não revelada em dinheiro (mais de US $ 500) para a United Way, cujo outdoor ela ocultara com um dos pôsteres de tubarão.
Em 2011, a Alba participou de um esforço de lobby de dois dias em Washington DC em apoio à Lei de Produtos Químicos Seguros, uma revisão da Lei de Controle de Substâncias Tóxicas de 1976. Alba retornou ao Capitol Hill em 2015 para fazer lobby com os parlamentares, uma vez que mais uma vez debateu um substituto para a Lei de Controle de Substâncias de 1976. Ela também tem sido uma forte defensora dos direitos dos gays e, em 27 de junho de 2013, expressou sua satisfação com a decisão da Suprema Corte de derrubar o DOMA em sua conta do Twitter. Ela twittou "#equality #love".
O trabalho de caridade de Alba incluiu a participação de Clothes Off Our Back, Habitat para a Humanidade, Centro Nacional para Crianças Desaparecidas e Exploradas, Projeto HOME, RADD, Revlon Run/Walk for Women, Aldeias Infantis SOS, Soles4Souls, Step Up e Baby2Baby. Alba é uma embaixadora do movimento 1Goal para fornecer educação às crianças na África.  Ela também serviu como embaixadora "anjo" da Baby2Baby, doando e ajudando a distribuir itens como fraldas e roupas para as famílias em Los Angeles. Em 2015, Alba e The Honest Company patrocinaram um laboratório no Hospital Mount Sinai, em Nova York. O laboratório foi anunciado como uma sala especializada projetada para impedir a entrada de poeira e partículas, onde uma equipe de epidemiologistas pesquisaria as ligações entre produtos químicos domésticos e autismo.

## Imagem pública

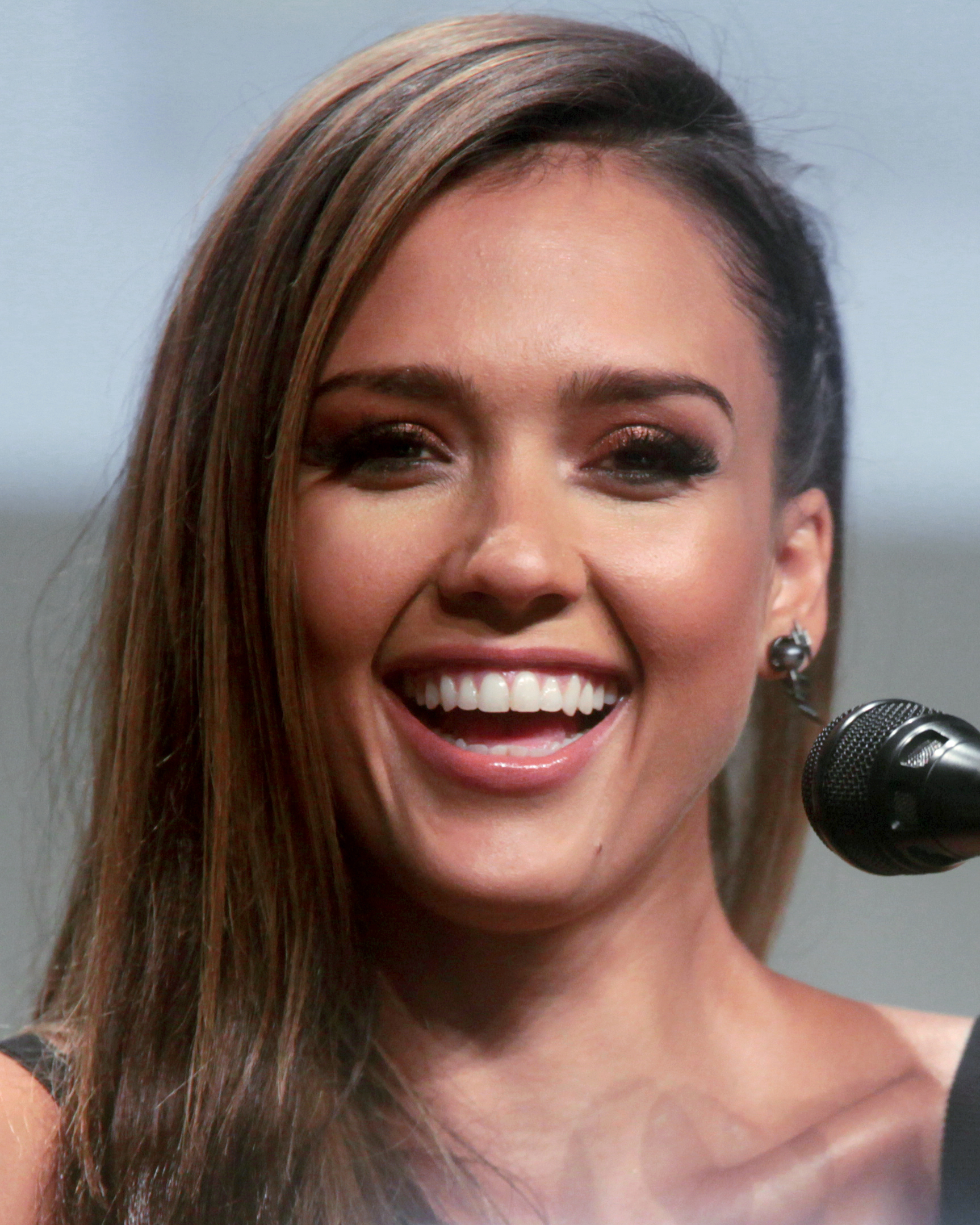
Jessica Alba no San Diego Comic Con International em 2014.

Jessica Alba tem recebido atenção por sua aparência ao longo dos anos e foi incluída em várias listas de publicações das celebridades mais atraentes da época. Alba foi incluído na lista Hot 100 da Maxim Magazine várias vezes entre 2001 e 2014. Sobre isso, ela disse: "Eu tenho que me esforçar para usar a sexualidade em meu proveito, enquanto guia as pessoas a pensar da maneira que eu quero". Em 2002, Alba foi votada como a quinta estrela mais sexy do sexo feminino em uma pesquisa no Hollywood.com. Em 2005, ela foi nomeada como uma das Pessoas 50 A maioria das Pessoas bonitas da revista, e também apareceu mais tarde na lista mais bonita da revista 100, em 2007. Alba também foi nomeada como parte das listas de mulheres mais sexy da FHM.
Alba foi nomeada entre as "25 celebridades mais sexy" da Playboy em 2006 e apareceu na capa da revista naquele ano. Alba esteve envolvida em litígios contra a Playboy por usar sua imagem nesta capa (de uma foto promocional de Into the Blue) sem o seu consentimento, que ela afirma ter dado a impressão de que ela foi destaque na edição em um "nude" pictórico". No entanto, mais tarde, ela desistiu da ação depois de receber um pedido de desculpas pessoal do proprietário da Playboy, Hugh Hefner, que concordou em fazer doações para duas instituições de caridade apoiadas pela Alba. Também em 2006, os leitores do AskMen.com votaram a Alba nº 1 em 99 mulheres mais desejáveis ".Em 2007, Alba foi classificada como número 4 nas "100 estrelas mais sexy de cinema" da Empire Magazine. Ambos GQ e In Style teve Alba em suas capas Junho de 2008. Alba apareceu no calendário de Campari de 2009, com fotos de sua pose. Campari imprimiu 9.999 cópias do calendário. Em 2011, ela foi nomeada uma das "100 Mulheres mais Gostosas de Todos os Tempos" pela Saúde Masculina.
Em 2010, surgiram relatos de que uma menina chinesa de 21 anos estava buscando cirurgia plástica para se parecer com Alba, a fim de reconquistar um ex-namorado; a estrela falou contra a necessidade percebida de mudar a aparência de alguém por amor.
Alba comentou sobre seus medos de ser considerada uma gatinha sexual com base na maior parte das peças oferecidas a ela. Em uma entrevista, Alba disse que queria ser levada a sério como atriz, mas acreditava que precisava fazer filmes nos quais de outra forma não estaria interessada em construir sua carreira, afirmando que, eventualmente, esperava ser mais seletiva em seus projetos de cinema.
Alba foi citada dizendo que não fará nudez para um papel. Ela teve a opção de aparecer nua na Sin City pelos diretores do filme, Frank Miller e Robert Rodriguez, mas recusou a oferta, dizendo: "Eu não faço nudez. Simplesmente não. Talvez isso me faça uma atriz ruim. Talvez eu não seja contratada em algumas coisas. Mas tenho muita ansiedade". Ela comentou sobre uma sessão de GQ na qual estava com pouca roupa: "Eles não queriam que eu usasse a calcinha da avó, mas eu disse: 'Se vou ficar de topless, preciso usar a calcinha da avó".

## Vida pessoal

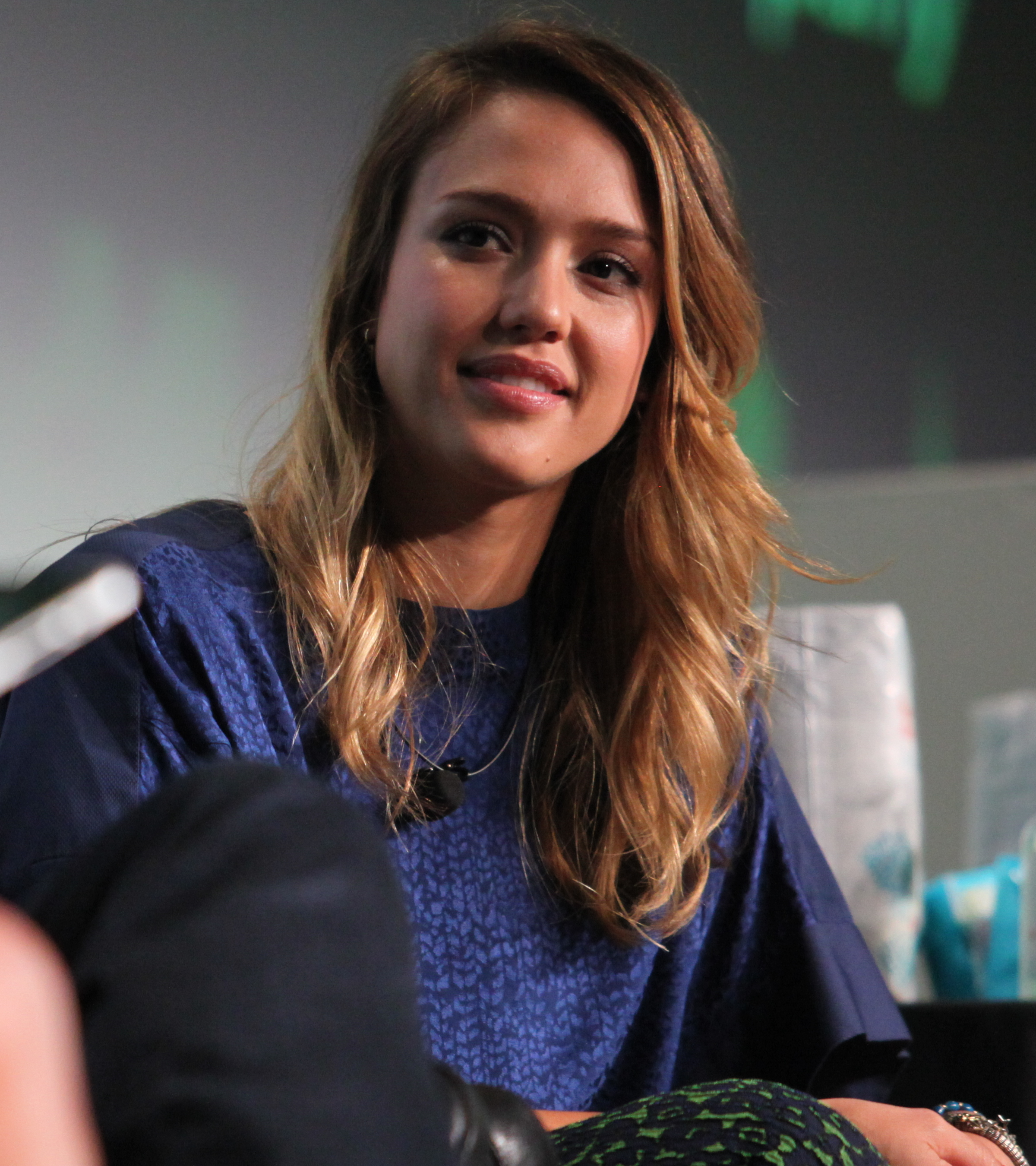
Jessica Alba em 2012.

Alba foi criada como católica ao longo de sua adolescência, mas deixou a igreja porque sentiu que estava sendo julgada por sua aparência.
Alba também tinha objeções às condenações da Igreja sobre sexo antes do casamento e homossexualidade, e o que ela via como falta de fortes modelos femininos na Bíblia , explicando "Eu pensei que era um bom guia, mas certamente não era assim que eu estava indo". viver minha vida". Sua "devoção religiosa começou a diminuir" aos 15 anos de idade, quando ela atuou como adolescente com gonorréia na garganta em um episódio de 1996 da série de televisão Chicago Hope. Seus amigos na igreja reagiram negativamente ao seu papel, fazendo-a perder a fé na igreja. No entanto, ela afirmou que ainda mantém sua crença em Deus, apesar de deixar a igreja.
Durante as filmagens de Dark Angel, em janeiro de 2000, Alba iniciou um relacionamento de três anos com seu colega Michael Weatherly. Weatherly propôs namoro a Alba em seu aniversário de 20 anos, que ela aceitou. Em agosto de 2003, Alba e Weatherly anunciaram que haviam encerrado seu relacionamento. Em julho de 2007, Alba falou sobre o rompimento, dizendo: "Eu não sei por que fiquei noiva. Eu era virgem. Ele era 12 anos mais velho que eu. Pensei que ele soubesse melhor. Meus pais não eram são felizes. Eles são realmente religiosos. Eles acreditam que Deus não permitiria que a Bíblia fosse escrita se não fosse o que eles deveriam acreditar. Eu sou completamente diferente.".
Alba conheceu Cash Warren, filho do ator Michael Warren, durante as filmagens de Quarteto Fantástico em 2004. O casal se casou em Los Angeles em maio de 2008 e separou-se em 2025.
Eles têm três filhos: Honor Marie Warren nascida em 7 de junho de 2008, Haven Garner Warren, nascida em 13 de agosto de 2011, e um filho Hayes Alba nascido em 31 de dezembro de 2017. As primeiras fotos de sua filha mais velha, que aparecem na edição de julho de 2008 da revista OK! revista, supostamente rendeu à Alba US $ 1,5 milhão.
Em 2014, Alba apareceu na série genealógica de Henry Louis Gates, Finding Your Roots, onde sua linhagem remonta à antiga civilização maia. A pesquisa do programa indicou que seu sobrenome não era herdado de um espanhol, já que a linha paterna direta de seu pai (Y-DNA) era o Haplogroup Q-M3, sendo de origem indígena. A linha matrilinear de seu pai (mtDNA) era judia e revelou que o advogado Alan Dershowitz é um parente genético dela. A mistura global da Alba era de 72,7% na Europa, 22,5% no Leste Asiático e Nativo Americano, 2% na África Subsaariana, 0,3% Oriente Médio e Norte da África, 0,1% do sul da Ásia e 2,4% "No Match".

## Filmografia

### Cinema
| Ano  | Filme                                     | Título em Português                                                       | Papel                        | Notas |
| ---- | ----------------------------------------- | ------------------------------------------------------------------------- | ---------------------------- | --- |
| 1994 | Camp Nowhere                              | br: Férias em Alto Astral pt: Campo de Férias                             | Gail                         | |
| 1995 | Venus Rising                              |                                                                           | Eve Jovem                    | |
| 1999 | P.U.N.K.S.                                |                                                                           | Samantha Swoboda             | |
| 1999 | Never Been Kissed                         | br / pt: Nunca fui Beijada                                                | Kirsten Liosis               | |
| 1999 | Idle Hands                                | br: A Mão Assassina pt: As Mãos do Diabo                                  | Molly                        | |
| 2000 | Paranoid                                  | br: A Casa do Mal                                                         | Chloe                        | |
| 2003 | The Sleeping Dictionary                   | br: O Dicionário de Cama pt: A Linguagem do Amor                          | Selima                       | |
| 2003 | Honey                                     | br: Honey - No Ritmo do Seus Sonhos pt: Honey                             | Honey Daniels                | |
| 2005 | Sin City                                  | br / pt: Sin City - A Cidade do Pecado                                    | Nancy Callahan               | |
| 2005 | Quarteto Fantástico                       | br / pt: Quarteto Fantástico                                              | Sue Storm / Mulher Invisível | |
| 2005 | Into the Blue                             | br: Mergulho Radical pt: Profundo Azul                                    | Sam                          | |
| 2007 | The Ten                                   | br / pt: Os Novos Dez Mandamentos                                         | Liz Anne Blazer              | |
| 2007 | Knocked Up                                | br: Ligeiramente Grávidos pt: Um Azar do Caraças                          | ele mesma                    | |
| 2007 | Fantastic Four: Rise of the Silver Surfer | br / pt: Quarteto Fantástico e o Surfista Prateado                        | Sue Storm / Mulher Invisível | |
| 2007 | Good Luck Chuck                           | br: Maldita Sorte pt: Elas Não Me Largam                                  | Cam Wexler                   | |
| 2007 | Meet Bill                                 | br / pt: O Meu Nome é Bill                                                | Lucy                         | |
| 2007 | Awake                                     | br: Awake - A Vida Por Um Fio pt: Acordado                                | Sam Lockwood                 | Lançamento: - 4 de abril de 2008 (Brasil: - Portugal: 28 de janeiro de 2008                                  |
| 2008 | The Eye                                   | br: O Olho do Mal pt: O Olho                                              | Sydney Wells                 | |
| 2008 | The Love Guru                             | br / pt: O Guru do Amor                                                   | Jane Bullard                 | Lançamento: 20 de outubro de 2008 (Brasil)                                                                   |
| 2010 | The Killer Inside Me                      | br: O Assassino em Mim                                                    | Joyce Lakeland               | Lançamento: 18 de junho de 2010 (EUA)                                                                        |
| 2010 | Valentine's Day                           | br: Idas e Vindas do Amor pt: Dia dos Namorados                           | Morely Clarkson              | Lançamento: - Brasil: 19 de fevereiro de 2010 - Portugal: 11 de fevereiro de 2010                            |
| 2010 | Machete                                   | br / pt: Machete                                                          | Sartana Rivera               | Lançamento: - EUA: 3 de setembro de 2010 - Brasil: 24 de setembro de 2010 - Portugal: 25 de setembro de 2010 |
| 2010 | An Invisible Sign                         | br: Matemática do Amor                                                    | Mona Gray                    | Lançamento: 7 de outubro de 2010 (EUA)                                                                       |
| 2010 | Little Fockers                            | br: Entrando Numa Fria Maior Ainda com a Família pt: Não Há Família Pior! | Andi Garcia                  | Lançamento: - EUA: 22 de dezembro de 2010 - Brasil: 7 de janeiro de 2011                                     |
| 2011 | Spy Kids: All the Time in the World       | pt: Pequenos Espiões: Todo o Tempo do Mundo                               | Marissa Cortez Wilson        | |
| 2013 | A.C.O.D.                                  | br: Filhos do Divórcio                                                    | Michelle                     | |
| 2013 | Escape from Planet Earth                  | br: A Fuga do Planeta Terra pt: Fuga do Planeta Terra                     | Lena (voz)                   | |
| 2013 | Machete Kills                             | br / pt: Machete ataca novamente                                          | Sartana Rivera               | Lançamento: - EUA: 13 de setembro de 2013                                                                    |
| 2014 | Sin City: A Dame to Kill For              | br: Sin City: A Dama Fatal                                                | Nancy Callahan               | |
| 2014 | Stretch                                   |                                                                           | Charlie                      | |
| 2014 | Some Kind of Beautiful                    | br: Ensina-me o Amor                                                      | Kate                         | |
| 2015 | Barely Lethal                             | br: Escola de Espiões                                                     | Victoria Knox                | |
| 2015 | Entourage                                 | br: Entourage: Fama e Amizade                                             | Ela mesma                    | |
| 2016 | The Veil                                  | br: A Seita                                                               | Maggie Price                 | |
| 2016 | Dear Eleanor                              | br: Minha Querida Primeira-Dama                                           | Daisy                        | |
| 2016 | Mechanic: Resurrection                    | br: Assassino a Preço Fixo 2: A Ressurreição                              | Gina                         | |
| 2017 | El Camino Christmas                       | br: O Caminho do Natal                                                    | Beth Flowers                 | |
| 2019 | Killers Anonymous                         |                                                                           | Jade                         | |

### Televisão
| Ano       | Filme                         | Título em Português                                              | Papel                              | Notas                                                        |
| --------- | ----------------------------- | ---------------------------------------------------------------- | ---------------------------------- | ------------------------------------------------------------ |
| 1994      | The Secret World of Alex Mack |                                                                  | Jessica                            | 3 episódios                                                  |
| 1995-1997 | Flipper                       |                                                                  | Maya Graham                        |                                                              |
| 1996      | ABC Afterschool Special       |                                                                  | Christy                            | Episódio: "Too Soon for Jeff"                                |
| 1996      | Chicago Hope                  |                                                                  | Florie Hernandez                   | Episódio: "Sexual Perversity in Chicago Hope" (2ª temporada) |
| 1998      | Beverly Hills, 90210          | br: Barrados no Baile                                            | Leanne                             | 2 episódios                                                  |
| 1998      | Love Boat: The Next Wave      |                                                                  | Layla                              | Episódio: "Remember?"                                        |
| 2000-2002 | Dark Angel                    | br: Dark Angel pt: Anjo Negro                                    | Max Guevara/X5-452                 | Personagem Principal                                         |
| 2003      | MADtv                         |                                                                  | Jessica Simpson                    | Episódio 5, Temporada 9                                      |
| 2004      | Entourage                     | br: Entourage: Fama e Amizade pt: Entourage - Vidas em Hollywood | Ela Mesma                          | Episódio: "The Review"                                       |
| 2009      | The Office                    | br: The Office pt: O Escritório                                  | Sophie                             | Episódio: "Stress Relief" (5ª temporada)                     |
| 2010      | Project Runway                |                                                                  | Ela Mesma / Jurada                 | Episódio: "Sew Much Pressure"                                |
| 2015      | RuPaul's Drag Race            |                                                                  | Ela Mesma / Jurada                 | Episódio: "Spoof! (There It Is)"                             |
| 2019      | L.A.'s Finest                 |                                                                  | Detective Lieutenant Nancy McKenna | Personagem Principal                                         |